# A jóslat
A jóslat (eredeti cím: First Snow) 2006-ban bemutatott amerikai dráma-thriller, melyet Mark Fergus rendezett. A főszerepben Guy Pearce. A film 2007. március 23-án jelent meg.

## Cselekmény
Jimmy Starks (Guy Pearce) üzletkötő a közeljövőben nagy, jól jövedelmező üzletről álmodik. Üzleti útja során egy új-mexikói városban az autója lerobban és javításra szorul. Amíg autója a szervizben van, felkeres egy jóst, Vacarót (J. K. Simmons), hogy elüsse az időt. Az állítólagos jós azt mondja neki, hogy szerencséje lesz, de mélyebbre tekintve azt az információt közli vele, hogy a jövője üres, és csak a tél első hóeséséig van biztonságban, amin túl már nincs jövendölni való (azaz meg fog halni, amint leesik az első hó). Az információ felzaklatja Jimmyt, feleleveníti régi vétkeit, és úgy érzi, hogy ütközőpályára került a sorssal, különösen, amikor régi barátja, Vincent (Shea Whigham) visszatér a börtönbüntetésből, ahová Jimmy helyett ment egy rosszul sikerült „üzlet” után.
Jimmy megszállottja lesz annak, hogy többet tudjon meg a jövőjéről, és újra felkeresi Vacarót, de az öreg csak annyit tud mondani az üzletkötőnek, hogy mindent elmondott neki, amit látott.
Jimmy azt feltételezi, hogy Vincent visszatért, hogy megölje őt, és hogy tennie kellene valamit, hogy megváltoztassa a jövője alakulását, de Vacaro arról győzködi, hogy fogadja el a végzetét.
Starks egyre inkább a jóslat megszállottjává válik. Barátnője, Deirdre előtt eltitkolja, de kollégája, Ed Jacomoi előtt felfedi a félelmeit.

## Szereplők
| Szerep       | Színész          | Magyar hang       |
| ------------ | ---------------- | ----------------- |
| Jimmy Starks | Guy Pearce       | Stohl András      |
| Dierdre      | Piper Perabo     | Mezei Kitty       |
| Vacaro       | J. K. Simmons    | Koroknay Géza     |
| Ed           | William Fichtner | Schnell Ádám      |
| Andy Lopez   | Rick Gonzalez    | Szabó Máté        |
| Vincent      | Shea Whigham     | Széles László     |
| Maggie       | Jackie Burroughs | Mednyánszky Ági   |
| Tom Morelane | Adam Scott       | Haumann Máté      |
| Pete         | Nicholas Ballas  | Áron László       |
| Rádiós DJ    | John Burton, Jr. | Haás Vander Péter |

## Kritikák
Sheri Linden 2007. február 8-án a Hollywood Reporter című lapban azt írta, hogy a film „friss, intelligens és (a nézőt) alaposan bevonó pszichológiai thriller”. Az „erős” színészek életet lehelnek a „lírai, de soha nem mesterkélt” párbeszédekbe.
Ronnie Scheib a Variety 2007. március 26-i számában azt írta, hogy „az atmoszférikus pszichológiai thriller árnyalt karaktertanulmányt kínál olyan jól megválasztott elemekkel, mint a tájképek, erős mellékszereplők és a főszereplő hiteles színészi alakítása.”

## Médiakiadás
A jóslat DVD és Blu-ray megjelenése Olaszországban 2010. július 6-án, Franciaországban 2011. április 1-én, illetve az Amerikai Egyesült Államokban 2020. június 16-án volt.

## Fordítás
- Ez a szócikk részben vagy egészben  a   First Snow (2006 film) című angol Wikipédia-szócikk fordításán alapul.  Az eredeti cikk szerkesztőit annak laptörténete sorolja fel. Ez a jelzés csupán a megfogalmazás eredetét és a szerzői jogokat jelzi, nem szolgál a cikkben szereplő információk forrásmegjelöléseként.